# Papaverin
Papaverin (von lateinisch papaver „Mohn“) ist eine chemische Substanz aus der Gruppe der Isochinolin-Alkaloide und besitzt eine direkte krampflösende Wirkung auf die glatte Muskulatur, ohne gleichzeitig anticholinerg zu wirken.

## Vorkommen
Papaverin ist ein im getrockneten Milchsaft des Schlafmohns (Opium) und verwandter Mohnarten wie z. B. des Klatschmohns vorkommender Naturstoff.

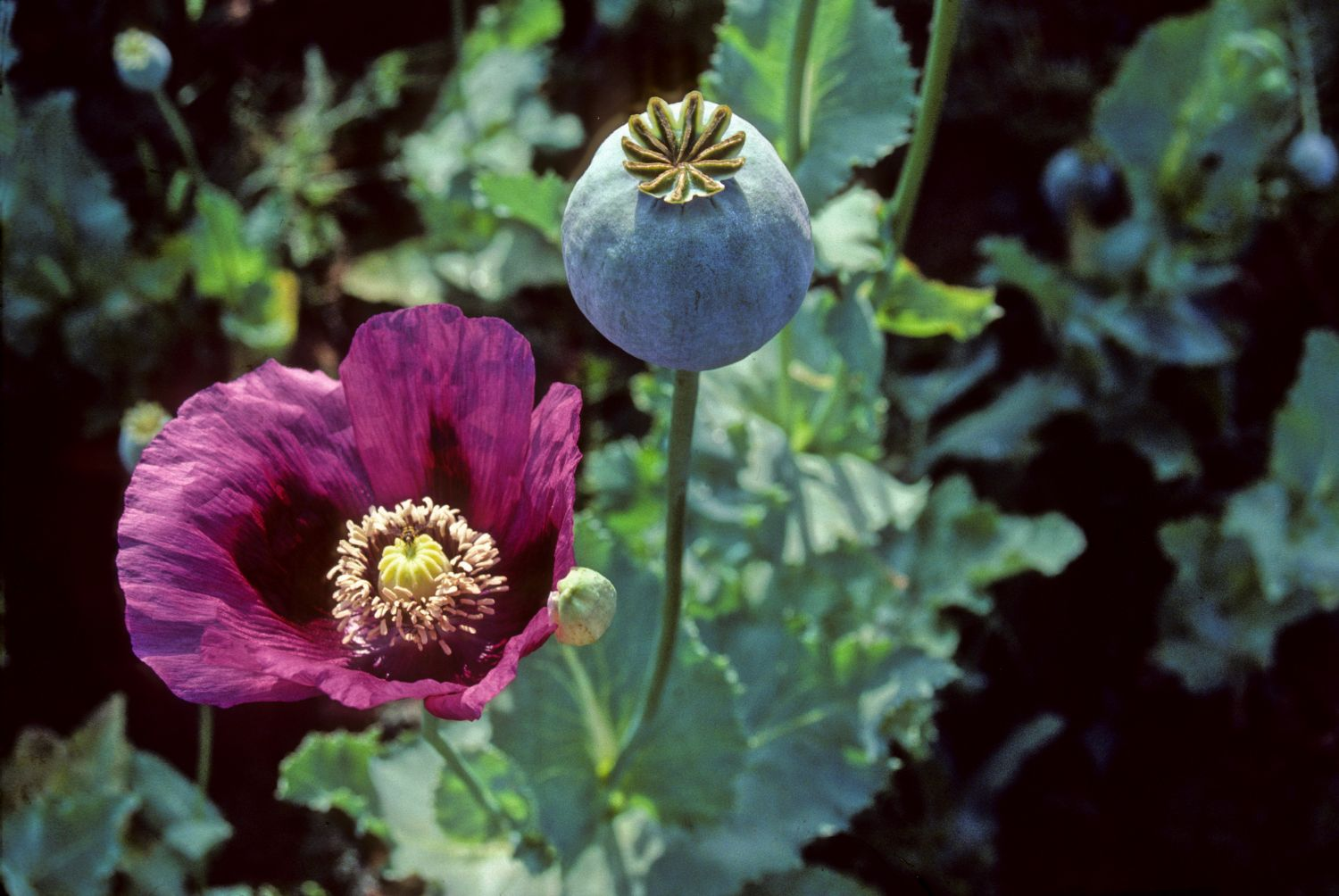
Schlafmohn, Papaver somniferum, aus dessen Milch Papaverin isoliert werden kann.

Papaverin ist zu etwa einem Prozent in Rohopium enthalten, weist als Reinstoff jedoch nicht dessen Wirkungsspektrum auf, da Rohopium eine Reihe weiterer potenter Alkaloide enthält, deren Effekte die des Papaverins übertreffen, vor allem die Wirkung des Morphins steht beim Opium im Vordergrund.

## Pharmakologische Eigenschaften
Papaverin ist – ähnlich wie auch sein Abkömmling (Derivat) Moxaverin – ein cAMP-Phosphodiesterase-Hemmer.  Es wirkt auf zahlreiche Subtypen der Phosphodiesterase-Familie, vornehmlich jedoch auf den Typ 10A. Durch die erschlaffende Wirkung auf die Gefäßmuskulatur kommt es zu einer Gefäßerweiterung (Vasodilatation). In höheren Dosen kann Papaverin zentral erregend wirken.

## Verwendung
Papaverin ist in der Herzchirurgie angezeigt zur Verhinderung von Blutgefäßspasmen bei der Gewinnung arterieller Grafts, also Arterien für eine Bypass-Operation. Als Spasmolytikum bei Magen-, Darm-, Gallen- und Harnwegspasmen wurde es inzwischen von anderen Spasmolytika wie z. B. Propiverin, die gleichzeitig eine anticholinerge Wirkung besitzen, abgelöst.
Ferner ist Papaverin zur Behandlung der Erektionsstörung angezeigt. Dazu wird es direkt in den Schwellkörper des Penis injiziert und führt dort zu einer verstärkten arteriellen Durchblutung (sog. SKAT, d. h. Schwellkörper-Autoinjektionstherapie). Die Nebenwirkungen dieser Methode sind zum Teil nicht unerheblich. So werden Priapismus (schmerzhafte Dauererektionen ohne sexuelle Erregung von bis zu 36 Stunden) und Entzündungen des Penis berichtet.
Die Behandlung von peripheren und zerebralen Durchblutungsstörungen mit Papaverin ist umstritten.

## Chemie
Die erste Totalsynthese von Papaverin gelang Pictet und Gams im Jahre 1909. Ausgehend von Veratrol und Veratrol-4-carboxaldehyd wird Papaverin in acht Stufen erhalten. Die Strukturaufklärung gelang dem österreichischen Chemiker Guido Goldschmiedt.
Durch Oxidation mit Kaliumpermanganat entsteht Papaveraldin.
Pharmazeutisch verwendet wird das Papaverinhydrochlorid. Eine ähnliche spasmolytische Wirkung zeigt auch Demelverin.

## Handelsnamen
Monopräparate

Paveron N (D)
Kombinationspräparate

Androskat (A), Papveron (A), Spasmosol (CH)